# Comuna Ostrojeț, Mlîniv
Ostrojeț (în ucraineană Острожець) este o comună în raionul Mlîniv, regiunea Rivne, Ucraina, formată din satele Ostrojeț (reședința) și Zalavea.

## Demografie
Componența lingvistică a comunei Ostrojeț
     Ucraineană (99,26%)
     Alte limbi (0,74%)
Conform recensământului din 2001, majoritatea populației comunei Ostrojeț era vorbitoare de ucraineană (99,26%), existând în minoritate și vorbitori de alte limbi.